# اسلشر لس آنجلس
اسلشر لس آنجلس (به انگلیسی: L.A. Slasher) یک فیلم سینمایی آمریکایی در ژانر کمدی ترسناک محصول سال ۲۰۱۵ میلادی به نویسندگی و کارگردانی مارتین اوون ساخته شده‌است. بازیگران اصلی این فیلم اندی دیک، دریک بل، میشا بارتون و دیوید باتیستا هستند. این فیلم در تاریخ ۲۶ ژوئن ۲۰۱۵ در یک اکران محدود توسط کمپانی آرتور جونز منتشر شد.

## داستان
فردی روانی از برنامه‌های تلویزیون خسته شده و معتقد است که برنامه‌ها فاقد محتوا هستند. به همین خاطر و برای اثبات حرف‌های خود افراد مشهور را می‌رباید…